# Stade BBVA
L'Estadio BBVA est un stade de football ouvert en 2015 situé à Guadalupe, dans l'agglomération de Monterrey, au Mexique. C'est le stade du Club de Fútbol Monterrey qui quitte l'Estadio Tecnológico où il jouait depuis 63 ans.

## Histoire
La première rencontre a lieu le 3 août 2015 à l'occasion de la finale de la coupe Eusébio : le CF Monterrey remporte le trophée en s'imposant 3 buts à 0 contre le Benfica Lisbonne,.

## Événements
- Championnat féminin de la CONCACAF 2022[4],[5],[6]
- Coupe du monde de football 2026[7]